# Southport FC
Southport FC är en engelsk fotbollsklubb i Southport, grundad 1881. Hemmamatcherna spelas på Haig Avenue. Smeknamnen är The Sandgrounders, The Port och The Yellows.

## Historia
Klubben var under namnet Southport Central AFC med och bildade Lancashire League, som man vann 1902/03. Året efter gick ligan upp i Lancashire Combination och blev dess andradivision. Klubben vann genast den divisionen och gick upp till förstadivisionen. 1911 var man med och bildade Central League.
1918 bytte klubben namn till Southport Vulcan FC efter att ha köpts av biltillverkaren Vulcan. Man blev därmed den första engelska klubben som lade till en del av en sponsors namn i sitt eget. Redan efter ett år tog man dock i stället namnet Southport FC. Efter första världskriget spelade klubben två säsonger till i Central League 1919–1921 innan man var med och bildade den nya Third Division North i The Football League. Klubben spelade sedan i den divisionen fram till andra världskriget och vann divisionens egen cup 1937/38.
Efter kriget var man kvar i Third Division North till 1958, då man placerades i den nya Fourth Division. Säsongen 1966/67 kom man tvåa och gick upp till Third Division, men efter tre säsonger åkte man tillbaka ned till Fourth Division. Klubben vann divisionen 1972/73, men åkte ur Third Division direkt. Efter säsongen 1977/78 blev Southport utröstade ur The Football League efter 57 år och gick i stället med i Northern Premier League.
Efter 15 säsonger i Northern Premier League vann Southport Premier Division säsongen 1992/93 och avancerade till Football Conference. Där spelade man till och med säsongen 2002/03, då man åkte ned till Northern Premier League Premier Division. Tack vare en omstrukturering av Football Conference räckte en sjätteplats följande säsong för att Southport skulle få en plats i den nya Conference North, som man genast vann och gick upp till Conference National. Efter två säsonger åkte man dock ur efter säsongen 2006/07. Tre säsonger senare vann Southport Conference North för andra gången och gick upp till Conference Premier, som den högsta divisionen bytt namn till. Den heter numera National League. 2017 åkte klubben ned till National League North.
I FA-cupen har klubben som bäst nått kvartsfinal säsongen 1930/31, där man dock krossades av Everton som vann med hela 9–1. I FA Trophy har man som bäst blivit tvåa säsongen 1997/98. Man förlorade då finalen på Wembley mot Cheltenham Town med 0–1.

## Meriter

### Liga
- League One eller motsvarande (nivå 3): 8:a 1968/69 (bästa ligaplacering)
- League Two eller motsvarande (nivå 4): Mästare 1972/73
- National League North eller motsvarande (nivå 6): Mästare 2004/05, 2009/10
- Northern Premier League Premier Division: Mästare 1992/93
- Lancashire Combination Division Two: Mästare 1903/04
- Lancashire League: Mästare 1902/03

### Cup
- Football League Third Division North Cup: Mästare 1937/38
- Northern Premier League Challenge Cup: Mästare 1990/91
- Lancashire Senior Cup: Mästare 1904/05

### Webbkällor
- ”History/Records” (på engelska). Southport FC. http://southportfc.net/historyrecords. Läst 5 mars 2017.